# Ropucha złota
Ropucha złota, ropuszka pomarańczowa, ropucha złocista (Incilius periglenes) – gatunek wymarłego płaza z rodziny ropuchowatych (Bufonidae), słabo poznany.

## Systematyka
Takson po raz pierwszy opisany przez J.M. Savage’a w 1967 roku pod nazwą Bufo periglenes. Jako lokalizację holotypu (LACM 1893) autor wskazał Cordillera de Tilarán w Kostaryce. Do rodzaju Incilius takson ten został przeniesiony w 2009 roku.

## Występowanie
Takson znany tylko z rezerwatu Monteverde w Kostaryce, występował na wysokości od 1500–1620 m n.p.m. W 1987 roku zaobserwowano po raz ostatni dużą grupę ropuch złocistych, przez dwa kolejne lata widziano pojedyncze okazy, później gatunek nie był już obserwowany.

## Morfologia
Płaz o silnie zaznaczonym dymorfizmie płciowym, samiec był cały pomarańczowy, natomiast samica była czarna ze szkarłatnymi plamami o żółtych krawędziach. Długość ciała samca 39–48 mm, samicy 42–56 mm.

## Ekologia
Płazy te zamieszkiwały wilgotne, górskie lasy. Żywiły się najprawdopodobniej bezkręgowcami. Sezon rozrodczy przypadał na okres od kwietnia do czerwca, podczas pory deszczowej. Zbierały się w ogromnych liczbach wokół małych naturalnych basenów oraz innych zagłębień wypełnionych wodą. Konkurencja między samcami o dostęp do samicy była bardzo zacięta, ponieważ na jedną samicę przypadało osiem samców. Samce próbowały kojarzyć się z każdym ruszającym się obiektem oraz innymi parami dokonującymi ampleksusu. Samica składała 200–400 jaj o średnicy 3 mm. Metamorfozę kijanki przechodziły po okresie do 5 tygodni.

## Status i ochrona
W Czerwonej księdze gatunków zagrożonych Międzynarodowej Unii Ochrony Przyrody i Jej Zasobów w 2004 roku został zaliczony do kategorii EX (wymarły). Od 1989 roku nie odnaleziono przedstawiciela tego gatunku, dlatego ten takson został uznany za wymarły. Do wyginięcia przyczynił się ograniczony zasięg tego płaza, globalne ocieplenie, chytridiomykoza oraz zanieczyszczenie powietrza.